# Pauline Julien
Pauline Julien (* 23. Mai 1928 in Trois-Rivières/Québec; † 1. Oktober 1998 in Montreal) war eine kanadische Sängerin und Schauspielerin.

## Leben und Werk
Pauline Julien war von 1947 bis 1951 Mitglied der Comédiens de la Nef in Quebec und der Compagnie du Masque in Montreal. 1950 heiratete sie den Schauspieler Jacques Galipeau. 1951 ging sie nach Paris, wo sie als Sängerin in Theaterproduktionen mitwirkte und mit einem Repertoire aus Liedern von Kurt Weill, Bertolt Brecht, Léo Ferré und Boris Vian in Clubs, im Rundfunk und Fernsehen auftrat. Nach der Trennung von Galipeau 1957 arbeitete sie im Wechsel in Paris und Montreal. 1961/62 spielte sie die Jenny in Brechts Dreigroschenoper am Théâtre du Nouveau Monde in Montreal.
Anfang der 1960er Jahre erschienen die ersten ihrer insgesamt 23 Soloalben, Enfin ... Pauline Julien (1962) und Pauline Julien (1963). Sie trat mit Claude Gauthier und Claude Léveillée auf. Beim Internationalen Songfestival in Sopot gewann sie 1964 mit Gilles Vigneaults Jack Monoloy den Zweiten Preis. Ende der 1960er und Anfang der 1970er Jahre sang sie überwiegend Songs von Autoren aus Québec, danach begann sie auch eigene Texte zu schreiben. 1969 interpretierte sie auf der LP Comme je crie, comme je chante… eine französische Version von Leonard Cohens Song Suzanne.
In den 1970er Jahren umfasste ihr Repertoire Musik von François Dompierre, Claude Dubois, Stephane Venne, Pierre Flynn, Gerry Boulet, Gaston Brisson, François Cousineau und Jacques Marchand; sie vertonte auch Gedichte von Michel Tremblay. Sie trat in dieser Zeit u. a. beim Mariposa Folk Festival (1971) im Camp Fortune bei Ottawa (1973) und im National Arts Centre (1971, 1972 und 1974) auf und unternahm 1967 und 1975 Tourneen durch die Sowjetunion.
Bis zum Ende ihrer Laufbahn als Solosängerin 1986 unternahm Julien zahlreiche Tourneen durch Kanada und Europa und trat bei Festivals auf. Auch danach beteiligte sie sich noch an einzelnen Projekten, u. a. mit ihrem zweiten Mann, dem Lyriker Gérald Godin und mit der Schauspielerin Hélène Loiselle. Daneben trat sie in Theaterproduktionen wie Brechts Aufstieg und Fall der Stadt Mahagonny (1984), Heiner Müllers Verkommenes Ufer Medeamaterial Landschaft mit Argonauten (1990), Victor Lévy Beaulieus La Maison cassée (1991) und Les Muses au musée im Musée d’art contemporain de Montréal (1992) auf. Auch an Film- und Fernsehproduktionen wirkte sie gelegentlich mit, so an Three Woman mit Maureen Forrester und Sylvia Tyson im Fernsehen der CBC.
Julien wurde zweimal mit dem Grand Prix du Disque (1970, 1985) und mit dem Prix de musique Calixa-Lavallée (1974) ausgezeichnet. Sie wurde 1994 als Chevalier des Ordre des Arts et des Lettres und 1997 als Chevalier des Ordre national du Québec geehrt. In Montreal wurden das Centre des arts de la scène Pauline-Julien, der Montréal’s Salle Pauline Julien sowie das Centre Pauline-Julien nach ihr benannt. In ihren letzten Jahren litt Julien an einer degenerativen Aphasie. Sie nahm sich siebzigjährig das Leben.

## Diskografie
- 1962: Enfin... Pauline Julien
- 1963: Pauline Julien
- 1964: Pauline Julien à la Comédie canadienne (live)
- 1964: Solidad et Barbarie (für Kinder)
- 1966: Pauline Julien chante Boris Vian
- 1967: Suite québécoise
- 1969: Comme je crie, comme je chante…
- 1971: Fragile
- 1972: Au milieu de ma vie, peut-être la veille de...
- 1973: Aller voir, vous avez des ailes
- 1973: Pour mon plaisir... Gilles Vigneault
- 1974: Licence complète
- 1975: Pauline Julien en scène (live)
- 1976: Tout ou rien (live)
- 1977: Femmes de paroles
- 1978: Mes amies d’filles
- 1978: Les Sept Péchés capitaux
- 1980: Fleur de peau
- 1980: Je vous entends chanter
- 1982: Charade
- 1984: Où peut-on vous toucher?
- 1988: Gémeaux croisées (live, mit Anne Sylvestre)

## Filmografie (Auswahl)
- 1967: Zwischen den Welten (Entre la mer et l'eau douce)
- 1973: Tod eines Holzfällers (La mort d'un bûcheron)